# Тиха війна
«Тиха війна» (англ. The Quiet War) — науково-фантастичний роман 2008 року, написаний Полом Мак-Оулі.
Роман було номіновано на премію Артура К. Кларка у 2009 році.

## Сюжет
«Тиха війна» — космічна розповідь 23 століття. Частина населення Землі покинула планету через війну та катастрофічну зміну клімату. Після кліматичної катастрофи та масові смерті людство об'єдналося у три наддержави, які контролюють планету.
Населення, яке втекло з планети, спочатку колонізувало Місяць і Марс, але ці колонії були знищені ворожими силами з Землі. Піонери — або «Зовнішні», як їх стали називати, — зрештою оселилися серед супутників Юпітера Каллісто, Європи та Ганімеда, а також супутників Сатурна Діони, Енцелада та Мімаса. Аутери вижили завдяки використанню високорозвиненої генної інженерії та своєї чистої рішучості на вільне життя. Вони сформували вільну форму демократії, в якій протягом століть домінували довгожителі, які все ще пам'ятають події, які змусили їх покинути Землю.
Земні наддержави намагалися відновити планету. Наймогутнішою та найагресивнішою наддержавою є Велика Бразилія, держава, яка контролює як Південну Америку, так і залишки Північної Америки. Північна Америка була спустошена зміною клімату, що спричинило знищення цивілізації там й виживанню малої кількості населених пунктів. Велика Бразилія заволоділа цим пустельним континентом і змусила населення жити за своєю «зеленою» політикою, згідно з якою населення живе в містах, поки відкрита земля відновлюється до первозданного природного стану.
Велика Бразилія — це корумпована держава, якою керує жменька могутніх сімей; вона є антидемократичною і культурно консервативною. Держава має вигляд напівфеодації; люди, які не пов'язані кровним або шлюбним спорідненням з правлячими родинами, по суті, схожі на середньовічних кріпаків. Великій Бразилії загрожує саме існування демократичних і технологічно динамічних зовнішніх колоній, водночас жадібна до переваг зовнішніх технологій. Генна інженерія є особливо болючою темою для Великої Бразилії, яка інтерпретує масштабні «різання», як вони це називають, суперечити їхній зеленій політичній та релігійній філософії. З усіх цих причин Велика Бразилія бажає підпорядкувати Аутерів і поставити їх під свій контроль.
У романі розповідається про життя невеликої групи людей, усі вони з Великої Бразилії, які потрапляють у хід подій, започаткованих задумом Великої Бразилії щодо зовнішніх колоній. Серед цих центральних персонажів є зарозумілий, але блискучий «генний чарівник»; льотчик космічного винищувача, якому генний чарівник надає надзвичайні повноваження; клонований вбивця, розроблений магом генів для проникнення в Аутсайн; ґрунтовий біолог, якого наймають для спільного проєкту доброї волі Зовнішня Земля; і безпринципна, амбітна людина, яка виконує брудну роботу свого начальства.

## Реакція
Ерік Браун з The Guardian зазначив:
|  | «Небагато письменників так переконливо створюють майбутнє, як Мак-Оулі: його останній роман вправно поєднує сміливу характеристику, глибоке розуміння політичної складності та чудову науку — у цьому випадку біологію тераформування. Це 23 століття, і людство має розділитися на два конкуруючі блоки: громадян Землі, якими керують кілька могутніх сімей, і Аутери, нащадків дисидентів, які втекли від репресивних режимів Землі і оселилися на супутниках Юпітера і Сатурна. Після повільного початку роман набирає обертів, щоб представити майбутнє, яке дивовижне, але зіпсоване людською слабкістю.» |

Ебігейл Нуссбаум з Strange Horizons писала, що:
|  | «Поміж площинністю оповіді та передбачуваністю персонажів у „Тихій війні“ нема чого захоплюватися, і для першої частини серії це може бути фатальним недоліком. Роман підривається тим, що не завершує жодної історії — він закінчується, коли закінчується війна, але в той же час Сонячна система все ще в сум'ятті, політична ситуація та остаточне розташування Землі та Зовнішніх колоній все ще неясні, а наші персонажі висять у підвішеному стані. З іншого боку, фінал роману недостатньо відкритий, щоб створити несподіванку, яка розбудить у читачів апетит до наступної частини, а оскільки сама історія не є більш ніж приємною, я, наприклад, не відчуваю жодного примус до прочитання наступного розділу.» |